# Zubki
Zubki – wieś w Polsce położona w województwie podlaskim, w powiecie białostockim, w gminie Gródek.

## Opis
Według Pierwszego Powszechnego Spisu Ludności, przeprowadzonego w 1921 roku, wieś Zubki zamieszkiwana była przez 55 osób (21 kobiet i 34 mężczyzn). Wszyscy mieszkańcy miejscowości zadeklarowali wówczas białoruską przynależność narodową oraz wyznanie prawosławne. W owym czasie miejscowość znajdowała się w gminie Hołynka w powiecie grodzieńskim.
W 1980 r. w Zubkach dokonano badań dialektologiczno-językowych pod kierunkiem Janusza Siatkowskiego, w ramach których odnotowano, że podstawowym środkiem porozumiewania się mieszkańców między sobą jest gwara białoruska, chociaż z dziećmi często mówi się po polsku.
W latach 1975–1998 miejscowość administracyjnie należała do województwa białostockiego.
W pobliżu wsi znajduje się nieczynna stacja kolejowa Zubki Białostockie oraz zamknięte przejście graniczne Zubki Białostockie-Bierestowica.
Przez wieś przepływa rzeka Kołodzieżanka.
Mieszkańcy wyznania prawosławnego należą do parafii św. Apostoła Jana Teologa w Mostowlanach, a wierni kościoła rzymskokatolickiego do parafii Przemienienia Pańskiego w Jałówce.